# M25 (Машрік)
M25 — є основним маршрутом із півночі на південь у міжнародній мережі доріг Арабського Машріку, що слідує за великим нафтопроводом. Дорога починається в Гадіта, а потім проходить через Арар і Хафар Ель-Батін до Абу-Хадрія. Дорога проходить лише через одну країну, а саме через Саудівську Аравію.

## Номери національних доріг
M25 пролягає з півночі на південь наступними номерами національних доріг:
| Номер             | Маршрут             |
| Саудівська Аравія | Саудівська Аравія   |
| ----------------- | ------------------- |
|                   | Гадіта - Абу-Хадрія |